# 杰茜卡·席佩尔
杰茜卡·席佩尔（英語：Jessicah Schipper，1986年11月19日—），澳大利亚女子游泳运动员，主攻蝶泳。曾参加2004年、2008年和2012年三届奥运，其中在2004年雅典奥运收获一枚金牌，2008年北京奥运收获一枚金牌和两枚铜牌。